# Associação Sebastianense das Entidades Carnavalescas
A Associação Sebastianense das Entidades Carnavalescas (ASEC), é a associação que administra o carnaval das escolas de samba e Blocos carnavalescos na cidade de São Sebastião, estado de São Paulo. A ASEC foi fundada em 1986, com a finalidade de representar e organizar o carnaval Sebastianense.

## Os Presidentes da ASEC
- Paula Galani
- Silvio De Angellis
- Luiz Ramos
- Wilson Gomes
- Fábio Frederico
- Eli Roberto de Santana
- Francisco Alves (Chicão)[2]
- Everaldo Martins de Souza

•João Roberto Alves
Entidades Carnavalescas Filiadas

## Entidades Carnavalescas Filiadas
- GRES Ki Fogo
- GRES Acadêmicos de São Francisco
- GRCES Mocidade Independente da Topolândia
- GRCES X-9 do Litoral Norte
- Bloco dos Sujos
- Bloco da Terceira Idade
- Bloco do Barril
- Bloco Guerreiros do Samba
- Bloco Afoxé Ilê Zambi